# 卡夫洛克湖
46°22′48″N 9°42′17″E / 46.38000°N 9.70472°E

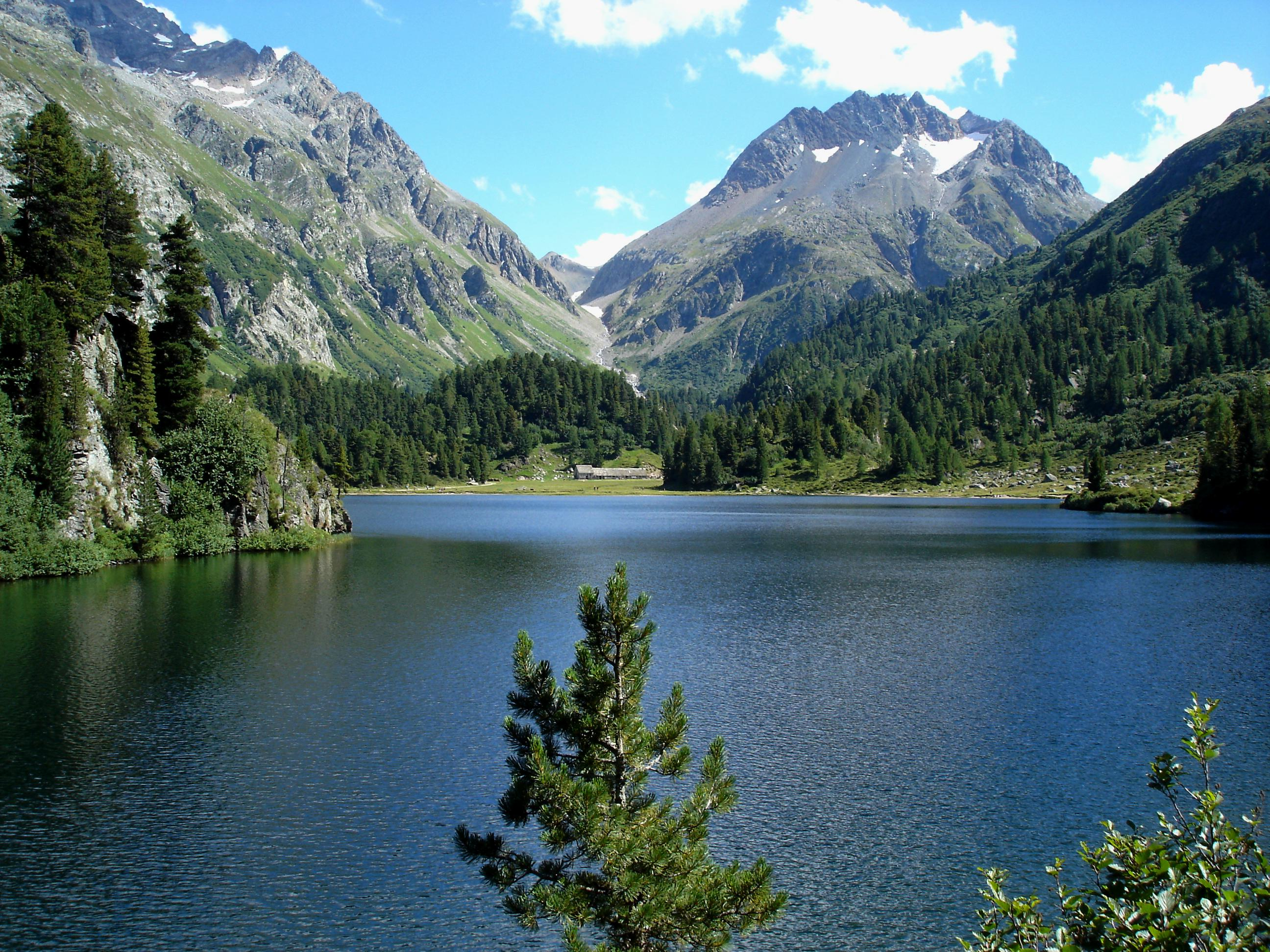

卡夫洛克湖（Lägh da Cavloc），是瑞士的湖泊，位於該國東南部，由格勞賓登州負責管轄，面積0.1平方公里，海拔高度1,907米，最大水深17米，每年平均降雨量1,693毫米。